# Amphiura fibulata
Amphiura fibulata är en ormstjärneart som beskrevs av Jean Baptiste François René Koehler 1914. Amphiura fibulata ingår i släktet Amphiura och familjen trådormstjärnor. Inga underarter finns listade i Catalogue of Life.